# Typikon
Typikon je kniha, která obsahuje bohoslužebné předpisy v církvích byzantského ritu. 

## Katedrální typikon
Starověký a středověký katedrální obřad v Konstantinopoli, nazývaný řecky „asmatikē akolouthia“ („zpívané bohoslužby“), není celý zachován. Nejstarší dochovaný rukopis pochází z poloviny 8. století. Tento obřad dosáhl svého vrcholu v Konstantinopoli v katedrále Hagia Sophia). Byl používán pouze na dvou místech, ve jmenované katedrále a v bazilice svatého Demetria v Soluni. V Soluni přetrvala většina typikonu až do osmanského dobytí města. Většina textů pochází ze spisů svatého Symeona ze Soluně.

## Klášterní typikon
Typikony vznikaly v rámci klášterních hnutí raně křesťanské éry, aby regulovaly život v klášterech, a několik přeživších typikonů pochází z Konstantinopole (z kláštera Pantokratora a kláštera Kecharitomene), odkazuje ke starověkému byzantskému klášternímu životu a zvykům. Typikon kláštera Mon Saba svatého Sávy Posvěceného byl syntézou předchozích pravidel s výše uvedeným katedrálním obřadem a pod jeho jménem se dosud používá pro byzantský obřad.
Palladios z Galacie (364-430), církevní spisovatel a biskup v Helenopolis, zaznamenal, že raně křesťanští poustevníci se nejen modlili žalmy, ale také zpívali hymny a recitovali modlitby. S vzestupem cenobitského mnišství (tj. v životě komunity pod archimandritou či igumenem spíše než osamělých poustevníků) se cyklus modlitby stal pevnějším a složitějším, s různými rituálními praktikami na různých místech. Zaznamenal jej tam poutník Egeria při návštěvě Svaté země v letech 381–384.
V monastýrech je typikon i sbírkou pravidel života dané komunity.
Mezi další známé typikony patří např. studitský nebo jeruzalémský.